# Op een grote paddenstoel

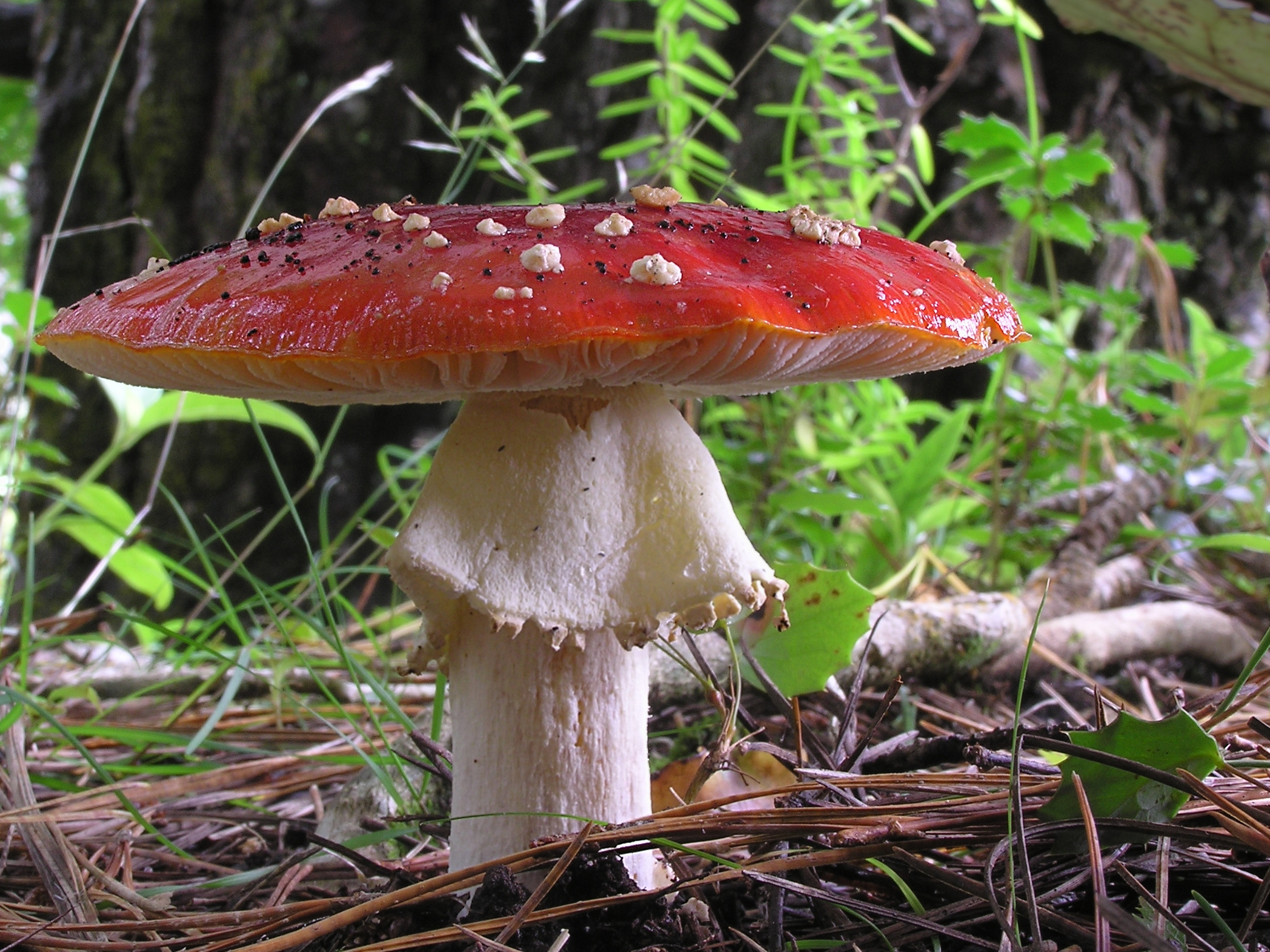

Op een grote paddestoel is een traditioneel volksliedje in Vlaanderen en Nederland. 

## Nederlandse tekst
Volksliedjes kennen, door hun mondelinge overlevering, vaak vele (regionale en/of tijdgebonden) varianten in zowel tekst als melodie. De huidige tekst van het kinderliedje gaat gewoonlijk als volgt.
Op een grote paddenstoel,
rood met witte stippen.
Zat kabouter Spillebeen
heen en weer te wippen.
Krak zei toen de paddenstoel,
met een diepe zucht.
Allebei de beentjes,
hopla in de lucht.
Maar kabouter Spillebeen,
ging toch door met wippen.
Op die grote paddenstoel,
rood met witte stippen.
Daar kwam vader Langbaard aan
en die zei toen luid:
‘Moet dat stoeltje ook kapot?
Spillebeen, schei uit!’

## Belgische variant
In België wordt het personage kabouter Pinnemuts genoemd. De betekenis van Pinnemuts komt van het hoofddeksel dat in een punt eindigt. In België is bovendien de tweede strofe niet algemeen gekend. 
Op een grote paddestoel,
rood met witte stippen.
Zat kabouter Pinnemuts
heen en weer te wippen.
Krak zei de paddestoel,
met een diepe zucht.
Allebei de beentjes,
hopla in de lucht.

## Spillebeen
De betekenis van Spillebeen is "een dun been".

## Muziek
Naast de klassieke partituur, bestaan er ook partituren voor gitaar en quatre-mains.
De muziek is een contrafact aangezien ook In een klein stationnetje/Op een klein stationnetje dezelfde partituur heeft. Waarschijnlijk zijn beide teksten op een nog oudere tekst gebaseerd.